# Twin Caliber
Twin Caliber est un jeu vidéo de tir à la troisième personne développé et édité par Rage Software, sorti en 2002 sur PlayStation 2.

## Accueil
- Jeux vidéo Magazine : 6/20[1]
- Jeuxvideo.com : 7/20[2]